# Joaquim Figuerola i Fernández
Joaquim Figuerola i Fernández (Barcelona, 1878 — 1946) fou un gravador i exlibrista català.
Va estudiar a l'Escola de la Llotja. El 1905 va obtenir una beca per viatjar per tot el país i aprendre les tècniques d'enquadernació d'arreu. Va visitar llocs com l'Arxiu de la Corona d'Aragó, la Biblioteca Central de Barcelona o la Biblioteca Nacional de Madrid, entre d'altres.
Posteriorment col·laborà amb l'Institut Català de les Arts del Llibre, des d'on publicaria un tractat sobre xilografia. També va ser degà de l'Escola Elemental del Treball a Barcelona. Va treballar amb Ramon Miquel i Planas.
Al Museu Nacional d'Art de Catalunya es conserva obra seva, més concretament un exlibris.

## Publicacions
- 1931- La Xilografia i les seves tècniques[7]